# Formula Ford Festival
Il Formula Ford Festival è un meeting annuale delle vetture da competizione motorizzate Ford che si tiene, in genere, alla fine della stagione di corse britannica, sul circuito di Brands Hatch, nel Kent. L'evento si svolge in un week-end e sebbene siano presenti molte classi di Formula Ford, presenti e passate, il momento più importante è il campionato nel quale si sfidano giovani e agguerriti piloti, provenienti da vari campionati di Formula Ford, europei e di altre parti del mondo. Molti vincitori del festival in seguito hanno avuto una carriera professionale nel mondo dei motori e finora 14 di loro hanno partecipato al campionato del mondo di Formula Uno.
L'evento è gestito dal BRSCC (British Racing and Sports Car Club).
La prima volta, nel 1972, la manifestazione si tenne sul circuito di Snetterton, dove continuò a essere disputato fino al 1975, dopodiché ci si trasferì a Brands Hatch.

## Le motorizzazioni
In origine il motore impiegato dai concorrenti era il Ford Kent, che era il più usato dalle varie Formula Ford, poi fu sostituito nel 1993 dal Ford Zetec, che fu usato fino al 2004.

In sostituzione del Zetec, attualmente si usa il 1600 c.c. Duratec, mentre Zetec e Kent sono ancora usati nelle classi junior e classic.

## Perdita di importanza
Per molti anni il festival è stato il momento più importante della stagione di Formula Ford. Partecipavano parecchie centinaia di vetture provenienti da tutto il mondo fino a tutti gli anni '90, con gare di selezione dei piloti per definire la griglia di partenza del gran finale. In seguito si è avuto un declino e negli ultimi festival si è faticato a raggiungere la presenza di 40-50 vetture, sufficienti per due sole batterie di selezione e una finale.
Per attirare maggiore interesse sono state aggiunte nel programma gare di supporto di altre classi: eg Caterham, Club F3 e Historic Sports 2000. Questo declino si spiega col fatto che, mentre in passato l'evento aveva l'atmosfera di un rito iniziatico per i giovani piloti, ora questo compito è stato largamente occupato da altre formule minori e dal karting.
Molte vetture "storiche" FF1600 sono state riutilizzate per le gare di supporto a quelle delle moderne vetture motorizzate Zetec, poi nel 2006 il Festival, dove ormai si usavano i motori Duratec, per la prima volta, ha avuto le finali per tutti e tre i tipi di motorizzazione. Il Walter Hayes Trophy attualmente verifica il continuo interesse per le Formula Ford con motore Kent e ha attratto oltre 150 partecipanti nel 2006, compresi parecchi piloti che di solito corrono in formule superiori.

## Vincitori
(EN) Campioni per anno
* indica i piloti che in seguito hanno corso in Formula Uno
1972  Ian Taylor
1973  Donald Macleod
1974  Richard Morgan
1975  Geoff Lees *
1976  Derek Daly *
1977  Chico Serra *
1978  Michael Roe
1979  Donald Macleod
1980  Roberto Moreno *
1981  Tommy Byrne *
1982  Julian Bailey *
1983  Andrew Gilbert-Scott
1984  Gerrit van Kouwen
1985  Johnny Herbert *
1986  Roland Ratzenberger *
1987  Eddie Irvine *
1988  Vincenzo Sospiri *
1989  Niko Palhares
1990  Dave Coyne
1991  Marc Goossens
1992  Jan Magnussen *
1993  Russell Ingall
1994  Jason Watt
1995  Kevin McGarrity
1996  Mark Webber *
1997  Jacky van der Ende
1998  Jenson Button *
1999  Ricardo van der Ende
2000  Anthony Davidson *
2001  Alan van der Merwe
2002  Jan Heylen
2003  Joey Foster
2004  Dan Clarke
2005  Duncan Tappy
2006  Richard Tannahill
2007  Nick Tandy
2008  Wayne Boyd
2009  Chrissy Palmer
2010  Dennis Lind
2011  Scott Malvern
2012  Antti Buri
2013  Niall Murray